# Cosmopterix athesiae
Cosmopterix athesiae is een vlinder uit de familie prachtmotten (Cosmopterigidae). De wetenschappelijke naam is voor het eerst geldig gepubliceerd in 2006 door Huemer & Koster.
De soort komt voor in Europa.